# Мехеки
Мехеки или Мегеки, мехекан (арм. Մեհեկի) — седьмой месяц древнеармянского календаря. Мехеки имел 30 дней, начинался 7 февраля и заканчивался 8 марта.
Название месяца связано с именем бога Михра. Древние армяне почитали его 13 февраля, когда имел место праздник Трндез.
Название этого месяца также, возможно, имеет связь со словом «махик» (арм. մահիկ) − «лунный серп».